# Họ Thanh mai
Họ Thanh mai hay họ Dâu rượu (danh pháp khoa học: Myricaceae) là một họ nhỏ trong thực vật có hoa hai lá mầm dạng cây bụi và cây gỗ nhỏ, thuộc bộ Dẻ (Fagales). Hiện tại người ta công nhận 3 chi trong họ với khoảng 57 loài, mặc dù một số nhà thực vật học tách nhiều loài từ chi Myrica sang chi thứ tư gọi là Morella. Khoảng 35-55 loài thường được chấp nhận trong chi Myrica, 1 loài trong chi Canacomyrica (Canacomyrica monticola ở New Caledonia) và 1 loài trong chi Comptonia (Comptonia peregrina ở miền đông Bắc Mỹ).
Các thành viên được biết đến nhiều có các loài thanh mai (Myrica spp.) và dương xỉ thơm (Comptonia peregrina).

## Đặc điểm
Cây bụi hoặc cây gỗ nhỏ. Lá đơn, mọc so le, không có lá kèm. Một đặc trưng của họ này là lá được bao phủ một lớp tuyến thơm hình ngù tiết ra chất sáp. Hoa đơn tính khác gốc, không có bao hoa, mọc thành cụm hoa đuôi sóc. Nhị thường 4, nhưng có thể biến đổi từ 2-8, ít khi tới 16-20 hoặc chỉ có 1 bộ nhụy gồm 2 lá noãn, hợp quả tụ (hợp nguyên lá noãn), vòi rời. Quả dạng quả hạch nhỏ và thường có mụn trông như sáp. Tại Việt Nam có ghi nhận sự tồn tại của một loài là thanh mai hay dâu rượu (Myrica esculenta, đồng nghĩa: Myrica sapida).

## Hình ảnh

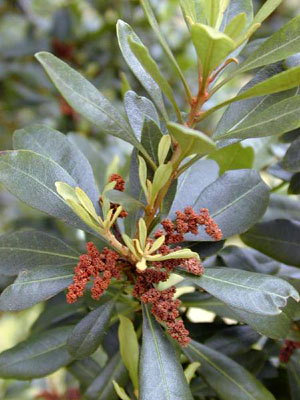
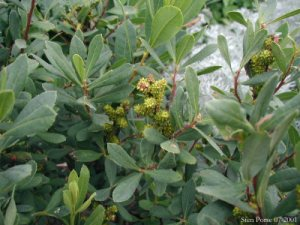
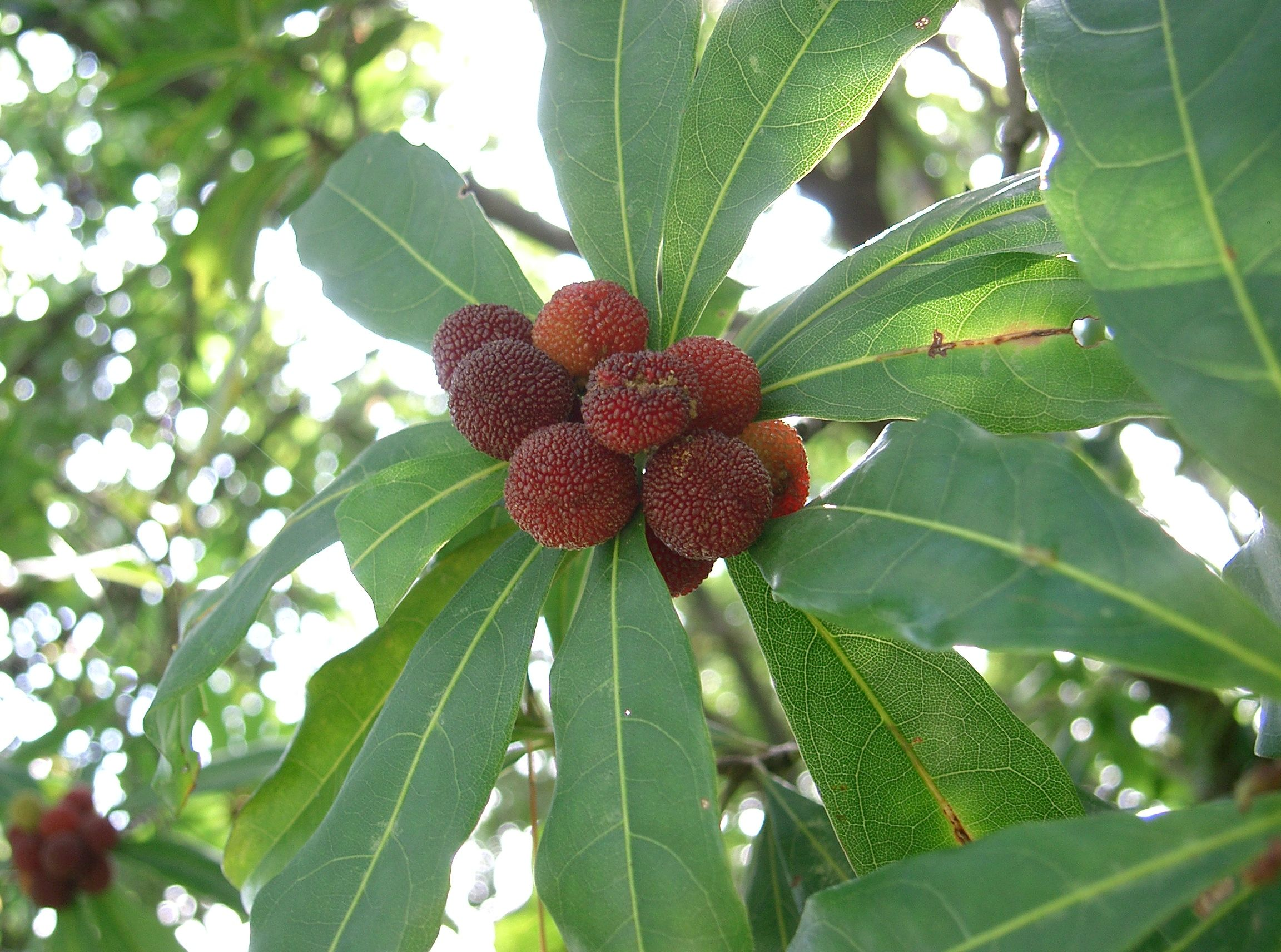

## Phân loài
Phát sinh chủng loại phân tử:
|  | Comptonia                                          |
|  |                                                    |
|  | \| \| Myrica \| \| \| \| \| \| Morella \| \| \| \| |
|  |                                                    |
|  | Myrica                                             |
|  |                                                    |
|  | Morella                                            |
|  |                                                    |

|  | Myrica  |
|  |         |
|  | Morella |
|  |         |

|  | Comptonia                                          |
|  |                                                    |
|  | \| \| Myrica \| \| \| \| \| \| Morella \| \| \| \| |
|  |                                                    |
|  | Myrica                                             |
|  |                                                    |
|  | Morella                                            |
|  |                                                    |

|  | Myrica  |
|  |         |
|  | Morella |
|  |         |

|  | Comptonia                                          |
|  |                                                    |
|  | \| \| Myrica \| \| \| \| \| \| Morella \| \| \| \| |
|  |                                                    |
|  | Myrica                                             |
|  |                                                    |
|  | Morella                                            |
|  |                                                    |

|  | Myrica  |
|  |         |
|  | Morella |
|  |         |

|  | Comptonia                                          |
|  |                                                    |
|  | \| \| Myrica \| \| \| \| \| \| Morella \| \| \| \| |
|  |                                                    |
|  | Myrica                                             |
|  |                                                    |
|  | Morella                                            |
|  |                                                    |

|  | Myrica  |
|  |         |
|  | Morella |
|  |         |